# Bruno Hollnagel
Bruno Hollnagel (nascido em 13 de janeiro de 1948) é um político alemão da Alternativa para a Alemanha (AfD) e desde 2017 membro do Bundestag.

## Vida e política
Hollnagel nasceu em 1948 na cidade alemã de Hamburgo e estudou administração de engenharia na Universidade de Lübeck.
Hollnagel entrou na recém-fundada AfD em 2013 e tornou-se membro do bundestag em 2017.
Hollnagel nega o consenso científico sobre as mudanças climáticas.